# Złotno
Złotno (niem. Goldbach) – wieś w Polsce położona w województwie dolnośląskim, w powiecie kłodzkim, w gminie Szczytna.
W przeszłości do wsi należał przysiółek Dłużynka (niem. Langenbusch). Obecnie nazwa niestandaryzowana. 

## Położenie
Złotno to wieś o rozproszonej zabudowie, leżąca w Obniżeniu Dusznickim, u stóp środkowego piętra wierzchowiny Gór Stołowych, w dolinie Kamiennego Potoku, na wysokości około 520–550 m n.p.m.

## Podział administracyjny
W latach 1975–1998 miejscowość administracyjnie należała do województwa wałbrzyskiego.

## Historia
Złotno jest najmłodszą miejscowością Gór Stołowych, zostało założone w roku 1834 przez mjr. Leopolda von Hochberga, właściciela Szczytnej. W połowie XIX wieku uruchomiono kamieniołom piaskowca w pobliskich Skałach Puchacza i wybudowano drogę do transportu urobku. Przy tej drodze, na północ od wsi powstała potem cegielnia. W drugiej połowie XIX wieku w okolicy rozwinął się ruch turystyczny. Powstała tam wtedy popularna gospoda „Mała Szwajcarka”.

## Szlaki turystyczne
Przez Złotno prowadzą dwa znakowane szlaki turystyczne:
- droga Szklary-Samborowice
- – Jagielno – Przeworno – Gromnik – Biały Kościół – Żelowice – Ostra Góra – Niemcza – Piława Dolna – Góra Parkowa – Bielawa – Kalenica – Nowa Ruda – Przełęcz pod Krępcem – Tłumaczów – Radków – Pasterka – Przełęcz między Szczelińcami – Karłów – Lisia Przełęcz – Białe Skały – Skalne Grzyby – Batorów – Skała Józefa – Złotno – Duszniki-Zdrój – Schronisko PTTK „Pod Muflonem” – Stare Bobrowniki – Nowe Bobrowniki – Szczytna – Zamek Leśna – Polanica-Zdrój – Przełęcz Sokołowska – Łomnicka Równia – Huta – Bystrzyca Kłodzka – Igliczna – Międzygórze – Przełęcz Puchacza[8]